# Lozova (huyện)
Huyện Lozova (tiếng Ukraina: Лозівський район, chuyển tự: Lozovas'kyi raion) là một huyện của tỉnh Kharkiv thuộc Ukraina. Huyện Lozova có diện tích 1404 km², dân số theo điều tra dân số ngày 5 tháng 12 năm 2001 là 34325 người với mật độ 24 người/km2. Trung tâm huyện nằm ở Lozova.